# (10018) Lykawka
(10018) Lykawka es un asteroide perteneciente al cinturón de asteroides, descubierto el 25 de junio de 1979 por Eleanor F. Helin y el también astrónomo Schelte John Bus desde el Observatorio de Siding Spring, Nueva Gales del Sur, Australia.

## Designación y nombre
Designado provisionalmente como 1979 MG4. Fue nombrado Lykawka en honor al científico y experto en asteroides Patryk Sofia Lykawka, de nacionalidad brasileña-italiana, cuyas contribuciones incluyen el modelado de la formación Edgeworth-Kuiper Belt y los procesos dinámicos de evolución de las resonancias medias del movimiento.

## Características orbitales
Lykawka está situado a una distancia media del Sol de 3,098 ua, pudiendo alejarse hasta 3,514 ua y acercarse hasta 2,682 ua. Su excentricidad es 0,134 y la inclinación orbital 1,670 grados. Emplea 1992,27 días en completar una órbita alrededor del Sol.
Los próximos acercamientos a la órbita de Júpiter se producirán el 10 de diciembre de 2025, el 26 de octubre de 2035 y el 12 de septiembre de 2045, entre otros.

## Características físicas
La magnitud absoluta de Lykawka es 13,5. Tiene 11 km de diámetro y su albedo se estima en 0,067.